# Bryoptera friaria
Bryoptera friaria är en fjärilsart som beskrevs av William Schaus 1913. Bryoptera friaria ingår i släktet Bryoptera och familjen mätare. Inga underarter finns listade i Catalogue of Life.